# Ernest Howard Shepard
Pour les articles homonymes, voir Shepard.
Ernest Howard Shepard (10 décembre 1879 à St. John's Wood Londres - 24 mars 1976) est un illustrateur britannique célèbre pour avoir illustré Winnie l'ourson d'Alan Alexander Milne et Le Vent dans les saules de Kenneth Grahame.
Son grand-père maternel William Lee Ra était un peintre aquarelliste qui l'initia très jeune à son art.
Il s'engagea pendant la Première Guerre mondiale et fut décoré pour son courage de la plus haute décoration militaire britannique, la Military Cross. À son retour du front, il envoya des dessins à Punch, avec lequel il collabora pendant des années en fournissant un dessin par semaine.